# Eratyrus
Eratyrus es un género de insectos de la subfamilia Triatominae, dentro de la familia de las chinches asesinas (Reduviidae).

## Distribución
Este género tiene una amplia distribución por el centro y norte de Sudamérica y por Centro América. Se los encuentro en zonas selváticas y asociados a murciélagos.

## Características
Son de tamaño grande, alcanzando entre 23 y 29 mm de largo máximo. El cuerpo no es tan aplanado como otros géneros y tienen un color negro en todo el cuerpo, con pocos elementos de patrón.

## Especies
Las especies identificadas del género Eratyrus son:
- Eratyrus cuspidatus ( Stål, 1859) [4]
- Eratyrus mucronatus ( Stål, 1859) [5]

Las especies de este género están asociados con Trypanosoma cruzi, por lo que pueden transmitir la enfermedad de Chagas.